# H2S (radionavigazione)
H2S era un sistema di radionavigazione utilizzato nel corso della seconda guerra mondiale, per guidare i velivoli della britannica Royal Air Force durante le missioni di bombardamento strategico sul territorio tedesco.

## Lo strumento

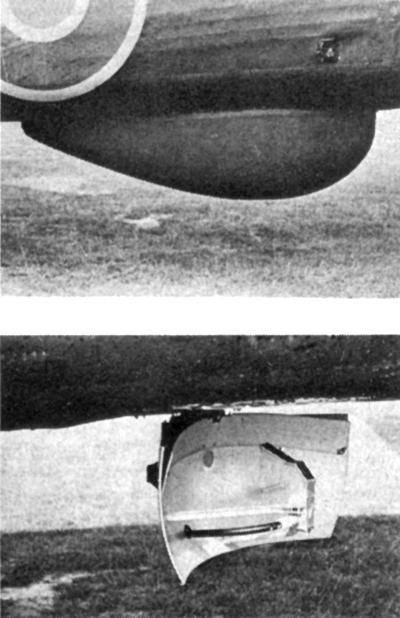
Il radome dell'H2S (sopra) installato insieme ad uno scanner sotto la pancia di un Halifax

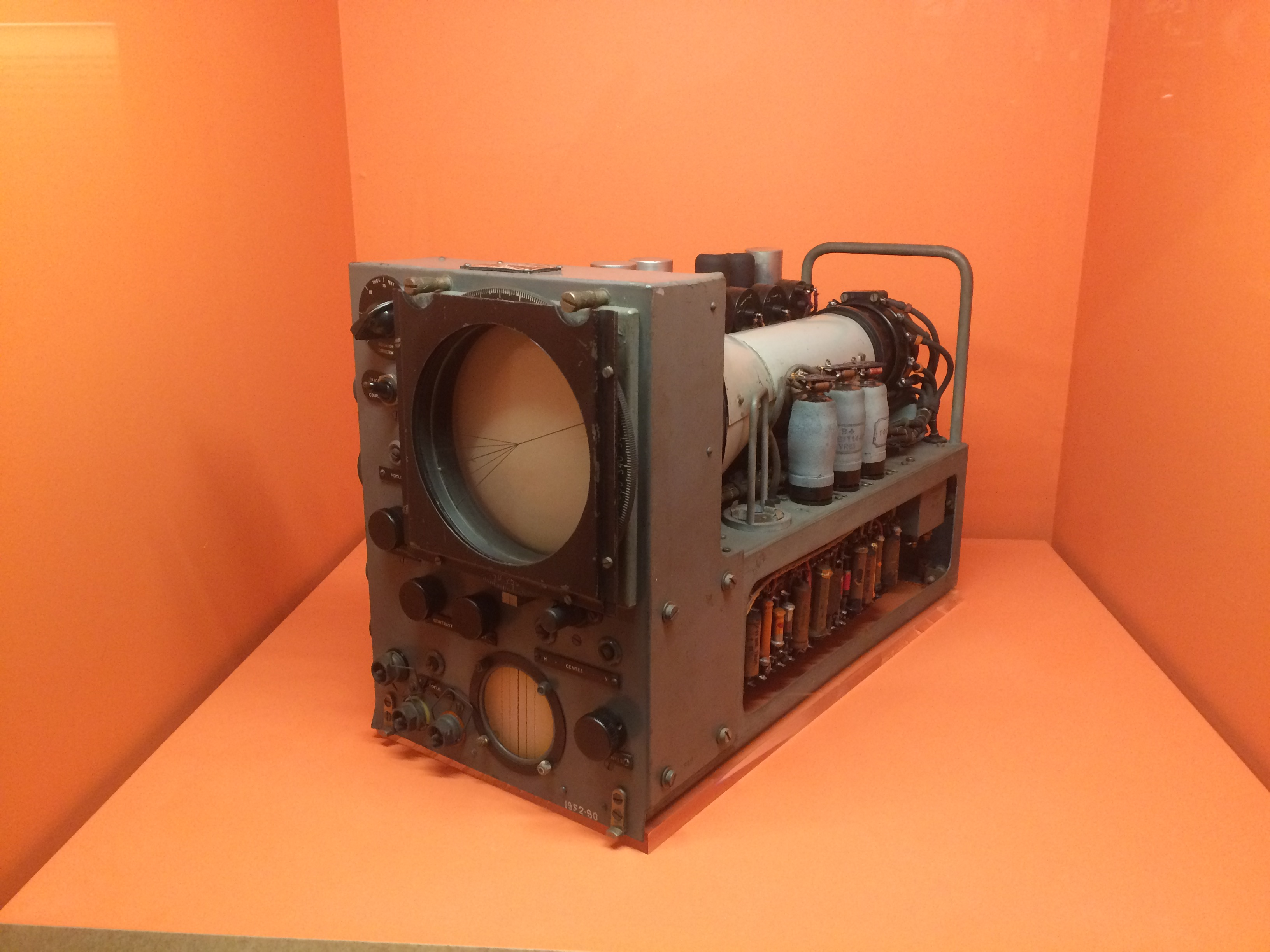
Unità radar H2S in mostra al Museo della scienza di Londra

Il progetto era dovuto al gruppo di lavoro diretto da Philip Dee, che inizialmente aveva sperimentato su un Bristol Blenheim un radar sulla lunghezza d'onda di 10 cm (corrispondenti ad una frequenza di 3 GHz). Il sistema aveva come nome in codice AIS proprio perché operava in banda S, e durante i test venne notata la sua capacità di rivelare con le riflessioni radar le caratteristiche dei diversi tipi di terreno sottostanti. 
Il sistema, contenuto in un grosso radome posto nella parte sottostante della fusoliera,  era installato sui bombardieri Avro Lancaster ed Handley Page Halifax che insieme ai Mosquito formavano la PathFinder Force (PFF), una forza formata da squadriglie aventi il compito di individuare i bersagli a terra e segnalarli alla forza di bombardamento principale durante le incursioni aeree sulla Germania nazista. Sui Lancaster il sistema andò a sostituire la torretta ventrale dei primi modelli, un bidone retraibile che penalizzava l'aerodinamica e che venne eliminato nelle versioni di serie successive alla B I.
H2S veniva usato in combinazione con altri sistemi per la procedura di identificazione dei bersagli, operazione seguita dalla marcatura del terreno con razzi illuminanti, sistema definito TI (Target Indicators, cioè indicatori obiettivo) ed Oboe. Utilizzato in combinazione con il sistema Oboe, H2s offriva il vantaggio di un sistema autonomo capace di operare indipendentemente e senza limiti di raggio.